# Reteporella dorsoporata
Reteporella dorsoporata är en mossdjursart som beskrevs av Liu och Hu 1991. Reteporella dorsoporata ingår i släktet Reteporella och familjen Phidoloporidae. Inga underarter finns listade i Catalogue of Life.